# گارد ساحلی مصر
گارد ساحلی مصر (انگلیسی: Egyptian Coast Guard) گارد ساحلی زیرمجموعه نیروی دریایی مصر است، که در سال ۱۸۷۷ تأسیس شد.
گارد ساحلی مصر مسئول حفاظت از تأسیسات عمومی در نزدیکی ساحل و گشت‌زنی در آب‌های ساحلی برای جلوگیری از قاچاق است. در حال حاضر از ۱۰۵ کشتی و شناور تشکیل شده است. گارد ساحلی مصر بیش از ۵۰۰۰ پرسنل دارد.